# Héritage finlandais
Le terme héritage finlandais s'applique à un groupe de maladies génétiques dont la prévalence est particulièrement élevée en Finlande. Le pourcentage élevé de certaines maladies génétiques s'explique par un effet fondateur c’est-à-dire apparition d'un allèle pathologique se répandant dans une population restreinte dont la mobilité géographique est faible et ayant peu de contact avec les autres populations aboutissant à une concentration de certaines maladies génétiques au sein de population bien définie.
La Finlande est typique de l'existence d'effet fondateur puisque certaines maladies génétiques comme la mucoviscidose ou la phénylcétonurie sont presque inconnues dans ce pays.

## Historique du peuplement de la Finlande
L'histoire démographique de la Finlande est typique de nombreuses populations fondatrices. Un petit nombre de colons d'origine, l'isolement, l'expansion rapide ont permis de modeler le patrimoine génétique. La grande majorité des Finlandais sont issus de deux migrations survenues il y a environ 4000 et 2000 ans. La première précédent impliquait des peuples de l'Oural oriental et la deuxième, des peuples indo-européens du sud. Les haplotypes chromosomiques Y et les séquences mitochondriales montrent la faible diversité génétique des Finlandais par rapport aux autres populations européennes et confirment l'isolement. L'estimation de la taille de la population fondatrice varie de 3 000 à 24 000 personnes, mais jusqu'au XIIe siècle, la population finlandaise n'était que d'environ 50 000. Elle atteignit 400 000 au milieu du XVIIe siècle, lorsque la grande famine de 1696-1698, fit périr un tiers de la population. Depuis lors, la population finlandaise a augmenté relativement rapidement, passant de 250 000 au début du XVIIIe siècle à son chiffre actuel de 5 400 000.
À partir du XVIe siècle, sous le règne du roi suédois Gustave Ier Vasa (1523-1560), les migrations internes ont créé des sous-isolats régionaux. Les sous-isolats de la région de peuplement tardif ont été établis principalement par des groupes d'agriculteurs originaires d'une petite région de la Savonie du Sud, dans le sud-est de la Finlande. Ils se sont déplacés vers le centre, puis l'ouest et enfin le nord du pays, nettoyant la terre par le feu. En un siècle, la superficie des terres habitées de la Finlande a doublé. Jusqu'à la Seconde Guerre mondiale, bon nombre de ces colonies du nord-est se sont développées rapidement sans immigration supplémentaire pour compléter les descendants de leurs 40 à 60 familles fondatrices. Le règne de Gustave Ier Vasa a également établi un système national d'enregistrement des populations, une ressource importante pour les études génétiques ultérieures des Finlandais. En utilisant ces enregistrements, les individus peuvent être retracés à des ancêtres communs, en particulier dans les sous-isolats de la région de peuplement tardif. L'histoire démographique de la Finlande a conduit à un spectre unique de maladies génétiques. Une trentaine, principalement des maladies récessives, sont très enrichies en Finlande. D'autres maladies, telles que la phénylcétonurie et la mucoviscidose, sont presque inexistantes. Des études moléculaires ont révélé une mutation majeure (70 à 100% d'allèles) dans la plupart des maladies mendéliennes finlandaises et ont révélé de longs intervalles génétiques de déséquilibre de liaison flanquant le gène de la maladie, la longueur de l'intervalle de déséquilibre de liaison reflétant l'âge de la mutation.

## Liste des 36 maladies génétiques de l'héritage finlandais
La plupart sont de transmissions autosomiques récessives, deux sont de transmissions dominantes et deux autres sont liées à la transmission récessive liée à l'X.
|                                                            |            |                 |
| Pathologie                                                 | Numéro MIM | Transmission    |
| Syndrome néphrotique congénital type finlandais            | 256300     | Récessive       |
| Syndrome de la cornée plane                                | 217300     | Récessive       |
| Anémie mégaloblastique congénitale                         | 261100     | Récessive       |
| Epilepsie myoclonique progressive type Unverricht-Lundborg | 254800     | Récessive       |
| Rétinoschisis lié à l'X                                    | 312700     | Récessive à l'X |
| Polyendocrinopathie auto-immune type 1                     | 240300     | Récessive       |
| Diarrhée chlorée, congénitale                              | 214700     | Récessive       |
| Hyperglycinémie non cétotique                              | 237300     | Récessive       |
| Intolérance aux protéines dibasiques avec lysinurie        | 222700     | Récessive       |
| Déficit congénital en lactase                              | 223000     | Récessive       |
| Aspartylglucosaminurie                                     | 208400     | Récessive       |
| Syndrome d'Usher type 3                                    | 276902     | Récessive       |
| Syndrome de Nasu-Hakola                                    | 221770     | Récessive       |
| Amylose type finnoise                                      | 105120     | Dominante       |
| Nanisme mulibrey                                           | 253250     | Récessive       |
| Chondrodysplasie métaphysaire de McKusick                  | 250250     | Récessive       |
| Céroïde-lipofuscinose neuronale type finlandaise           | 204200     | Récessive       |
| Dysplasie diastrophique                                    | 222600     | Récessive       |
| Hyperornithinémie                                          | 258870     | Récessive       |
| Céroïde-lipofuscinose neuronale infantile                  | 256730     | Récessive       |
| Choroïdérémie                                              | 303100     | Récessive à l'X |
| Syndrome de Meckel                                         | 249000     | Récessive       |
| Syndrome Muscle-Eye-Brain                                  | 253280     | Récessive       |
| Maladies de surcharge en acide sialique libre              | 604369     | Récessive       |
| Syndrome hydroléthalus                                     | 236680     | Récessive       |
| Céroïde-lipofuscinose neuronale tardive type finlandaise   | 256731     | Récessive       |
| Syndrome de Cohen                                          | 216550     | Récessive       |
| Ataxie cérébelleuse infantile                              | 271245     | Récessive       |
| Syndrome des contractures congénitales létales             | 253310     | Récessive       |
| Syndrome Rapadilano                                        | 266280     | Récessive       |
| Épilepsie nordique                                         | 600143     | Récessive       |
| Myopathie tibiale de Udd                                   | 600334     | Dominante       |
| Syndrome PEHO                                              | 260565     | Récessive       |
| Résistance ovarienne aux gonadotrophines                   | 233300     | Récessive       |
| Arthrogrypose létale avec maladie de la corne antérieure   | ?          | Récessive       |
| Syndrome GRACILE                                           | 603358     | Récessive       |

## Sources
- Finnish disease database